# Fascia umbilical
La fascia umbilical (o fascia umbilicovesical) es una capa fascial delgada que se extiende entre los ligamentos umbilicales mediales desde el ombligo, y se extiende inferiormente, convirtiéndose en continuo con la fascia visceral que encierra la vejiga urinaria.